# Anna Cockrell
Anna Cockrell (* 28. August 1997 in San Ramon) ist eine US-amerikanische Hürdenläuferin, die sich auf die 400-Meter-Distanz spezialisiert hat, aber auch im 100-Meter-Hürdenlauf Erfolge feiert. Ihr älterer Bruder Ross ist ein American-Football-Spieler.

## Sportliche Laufbahn
Erste Erfahrungen bei internationalen Meisterschaften sammelte Anna Cockrell im Jahr 2015, als sie bei den Panamerikanischen-Juniorenmeisterschaften im kanadischen Edmonton in 57,10 s die Goldmedaille über 400 Meter Hürden gewann. Im Jahr darauf siegte sie dann in 55,20 s auch bei den U20-Weltmeisterschaften in Bydgoszcz und gewann dort in 3:29,11 min auch die Goldmedaille in der 4-mal-400-Meter-Staffel. Im Herbst begann sie ein Studium für communications an der renommierten University of Southern California in Los Angeles und schloss dort 2019 mit einem Bachelor ab. Während dieser Zeit wurde sie 2019 NCAA-Meisterin im 400-Meter-Hürdenlauf und siegte 2018 in der 4-mal-400-Meter-Staffel der USC Trojans. Im Juli 2019 siegte sie in 56,54 s bei den U23-NACAC-Meisterschaften in Santiago de Querétaro und startete anschließend bei den Panamerikanischen Spielen in Lima und gewann dort in 55,50 s die Silbermedaille hinter der Kanadierin Sage Watson und siegte mit der US-amerikanischen 4-mal-400-Meter-Staffel in 3:26,46 min gemeinsam mit Lynna Irby, Jaide Stepter und Courtney Okolo. 2021 siegte sie bei den NCCA-Meisterschaften im 100-Meter-Hürdenlauf sowie über 400 Meter Hürden und qualifizierte sich über die längere Distanz für die Olympischen Sommerspiele in Tokio, bei denen sie bis ins Finale gelangte und dort wegen einer Bahnübertretung disqualifiziert wurde. Zudem schloss sie im selben Jahr ihren Masterstudiengang public policy ab.
2023 siegte sie in 55,52 s bei den Drake Relays sowie in 53,79 s beim Meeting Madrid. Anschließend belegte sie bei den Weltmeisterschaften in Budapest mit 53,34 s im Finale den fünften Platz. Im Jahr darauf siegte sie in 53,75 s beim USATF Los Angeles Grand Prix und gewann im August bei den Olympischen Sommerspielen in Paris in 51,87 s im Finale die Silbermedaille hinter ihrer Landsfrau Sydney McLaughlin-Levrone. Daraufhin wurde sie beim Memoriał Kamili Skolimowskiej in 52,88 s Zweite und siegte in 52,59 s bei der Golden Gala. Bei Weltklasse Zürich wurde sie in 53,17 s Zweite, wie auch beim Memorial Van Damme in 53,71 s.

## Persönliche Bestleistungen
- 100 m Hürden: 12,54 s (+1,1 m/s), 10. Juni 2021 in Eugene
  - 60 m Hürden: 7,93 s, 10. März 2018 in College Station
- 400 m Hürden: 51,87 s, 8. August 2024 in Paris